# Indigofera crotalarioides
Indigofera crotalarioides là một loài thực vật có hoa trong họ Đậu. Loài này được (Klotzsch) Baker miêu tả khoa học đầu tiên.